# Vaktelastrildsänka
Vaktelastrildsänka (Vidua nigeriae) är en fågel i familjen änkor inom ordningen tättingar.

## Utbredning och systematik
Fågeln förekommer diskontinuerligt i Gambia, Mali, Nigeria, norra Kamerun och sydöstra Sydsudan. Den behandlas som monotypisk, det vill säga att den inte delas in i några underarter.

## Status
IUCN kategoriserar arten som livskraftig.